# Asociación Humanista Noruega
La Asociación Humanista Noruega (en noruego, Human-Etisk Forbund, HEF) es una de las asociaciones humanistas seculares más grandes del mundo, con más de 95 000 miembros. Estos miembros constituyen el 1,8% de la población nacional de 5,36 millones, haciendo de la HEF la asociación de este tipo más grande del mundo en proporción a la población.
Fundada en 1956, la HEF es miembro de la Unión Internacional Humanista y Ética (IHEU). La Asociación Humanista Noruega es una organización para personas que basan su ética en valores humanos, no religiosos. La mayoría de los miembros son agnósticos o ateos. HEF apoya la siguiente declaración de la IHEU:
El humanismo es una postura de vida democrática, no teísta y ética que afirma que los seres humanos tienen el derecho y la responsabilidad de dar sentido y forma a sus vidas y, por lo tanto, rechazar las visiones sobrenaturales de la realidad.
El exsecretario general de la HEF, Levi fragell, fue presidente de la IHEU (1988–2003) y más tarde Presidente del Comité de Crecimiento y Desarrollo de la IHEU. Desde 2013, Tom Hedalen es presidente de la Junta de la organización.
Según sus estatutos, la organización trabaja para garantizar el acceso a las ceremonias humanistas y la difusión del conocimiento del humanismo. La organización también trabajó anteriormente para la separación de la iglesia y el estado (la Iglesia Evangélica-Luterana de Noruega fue la iglesia estatal de Noruega hasta 2012).
Aunque aumentar la conciencia pública sobre el escepticismo no es un objetivo principal de la Asociación Humanista Noruega, en 2011 se organizó una campaña en línea llamada Ingen liker å bli lurt (A nadie le gusta que le engañen) en español.

## Juventud Humanista
En 2005, la Asamblea Nacional de la Asociación de Ética Humana decidió que se debería establecer una asociación juvenil humanística independiente a nivel nacional, y el 16 de agosto de 2007, la Juventud Humanista se fundó en Tjøme durante un campamento juvenil bajo los auspicios de la Asociación de Ética Humana
En el cual Lars-Petter Helgestad fue elegido primer líder de la organización y el líder actual es Kristoffer Stokkeland.

## Críticas
Kjell Horn es el hijo de Kristian Horn, quien fundó la Human-Ethical Association (HEF) y estuvo activo en la organización desde su fundación hasta 1987. Ahora publica el libro "Fraude - from humanities to humanism".
El libro es un poderoso ataque a la línea que cree que HEF ha liderado desde que Levi Fragell se convirtió en presidente de la junta en 1976. Según el dice, la asociación bajo el liderazgo de Fragell ha comenzado a parecerse más a una "secta".